# Tápiószele
Tápiószele é uma cidade da Hungria, situada no condado de Peste. Tem 36,99 km² de área e sua população em 2019 foi estimada em 5.827 habitantes.